# Jabyłkowo (obwód Chaskowo)
Jabyłkowo (bułg. Ябълково) – wieś w południowej Bułgarii, w obwodzie Chaskowo, w gminie Chaskowo. Według danych szacunkowych Ujednoliconego Systemu Ewidencji Ludności oraz Usług Administracyjnych dla Ludności, 15 września 2022 roku miejscowość liczyła 1255 mieszkańców.

## Geografia
Wieś położona jest 14 km od Dimitrowgradu. Znajduje się tu stacja kolejowa Swilengrad–Sofia. Około 1 km od wsi prowadzone są wykopaliska archeologiczne, w których odnajduje się różne przedmioty codziennego użytku dawnych mieszkańców tych ziem.

## Osoby związane z miejscowością
Tutaj urodził się Dełczo Dełczew – bułgarski generał, uczestniczący w II wojnie światowej oraz Angeł Kukdalew – bułgarski polityk.